# Ruhetag (Wirtschaft)
Ruhetage (englisch closing day, day of rest) sind im Arbeitsrecht Wochentage, an denen die Arbeit ruht.

## Allgemeines
Der Ruhetag ist auf den Sabbat zurückzuführen (hebräisch שבת, ʃaˈbat, „Ruhetag“, „Ruhepause“). Er war nach der biblischen Überlieferung der Ruhetag Gottes. In sechs Tagen erschuf Gott alle Dinge, am siebten Tag, dem „ersten Tag der Woche“ (Mt 28,1 ), ruhte er (1 Mos 2,2-3 ). Die Christen versammelten sich an diesem Tag zu abendlichen Mahlfeiern, um der Auferstehung ihres Herrn zu gedenken (Lk 24,30-43 ). Deshalb soll auch der Mensch nach sechs Arbeitstagen am siebten Tag einen Ruhetag halten. Kaiser Konstantin verband im Jahr 321 die Feier des Gottesdienstes mit dem arbeitsfreien Ruhetag am Sonntag; in der Folge dessen war gegen Ende des 4. Jahrhunderts der Sonntag als christlicher Ruhetag etabliert. Diese Tradition findet sich heute noch in allen christlich geprägten Staaten wieder. Die Internationale Arbeitsorganisation schuf mit der Internationalen Arbeitskonferenz ein Organ, das im Jahre 1921 mit der dritten Konferenz in Genf unter anderem den Vorschlag eines wöchentlichen Ruhetages in gewerblichen Handelsbetrieben annahm. Für den Juristen Walter Kaskel war es 1927 ein Anliegen, die Beschäftigung des Arbeitnehmers wegen Nahrung, Schlaf und Erholung zu unterbrechen, so dass für den einzelnen Arbeitstag Arbeitspausen und für die Arbeitswoche „Ruhetage“ neben den Feiertagen vorzusehen waren.

## Arbeitszeitgesetz
Das Arbeitszeitgesetz (ArbZG) bestimmt deshalb in § 9 Abs. 1 ArbZG, dass Arbeitnehmer an Sonn- und gesetzlichen Feiertagen von 0 Uhr bis 24 Uhr nicht beschäftigt werden dürfen. Nur ausnahmsweise ist die Beschäftigung von Arbeitnehmern an einem Sonntag statthaft. Dann jedoch steht ihnen nach § 11 Abs. 3 Satz 1 ArbZG ein Ersatzruhetag zu, der innerhalb eines den Beschäftigungstag einschließenden Zeitraums von zwei Wochen zu gewähren ist. Werden Arbeitnehmer an einem auf einen Werktag fallenden Feiertag beschäftigt, müssen sie nach § 11 Abs. 3 Satz 2 ArbZG einen Ersatzruhetag bekommen, der innerhalb eines den Beschäftigungstag einschließenden Zeitraums von acht Wochen zu gewähren ist. 
Diese Vorschrift des § 11 Abs. 3 ArbZG soll dem Arbeitnehmer wenigstens ein Minimum an Ruhezeit gewähren, die ihm lediglich der Sonntag bietet. Wird der Grundsatz durchbrochen, dass nach sechs Arbeitstagen ein Ruhetag – der Sonntag – folgt, soll der Ersatzruhetag dies auffangen. Die Vorschrift des § 11 Abs. 3 ArbZG hat einem Urteil des Bundesarbeitsgerichts (BAG) seine Begründung im Arbeitsschutz. Sie solle dem Arbeitnehmer ein Mindestmaß an Erholung gewähren und wolle lediglich verhindern, dass ein Arbeitnehmer über einen längeren Zeitraum vollständig ohne einen Erholungstag auskommen müsse. Ist jedoch ein solcher freier Tag in Form eines ohnehin freien Samstags gegeben, begründet § 11 Abs. 3 ArbZG keinen Anspruch auf einen zusätzlichen freien Tag. Der Ersatzruhetag nach § 11 Abs. 3 Satz 2 ArbZG ist nicht notwendigerweise ein zusätzlicher bezahlter freier Tag. Diese Vorschrift steht in engem Zusammenhang mit § 11 Abs. 3 Satz 1 ArbZG, nach dem Arbeitnehmer bei Beschäftigung an einem Sonntag einen Ersatzruhetag erhalten müssen. Nach dem Wortlaut der Norm kommt als Ersatzruhetag jeder Werktag, also auch ein ohnehin arbeitsfreier Samstag oder ein schichtplanmäßig freier sonstiger Werktag, in Betracht. Das ArbZG geht von einer Sechs-Tage-Woche aus, auch wenn viele Tarifverträge die Fünf-Tage-Woche vorsehen. Das ändert jedoch nichts daran, dass der Samstag ein Werktag bleibt und nicht als Feiertag anzusehen ist.

## Ruhetage im Alltag
Gesetze oder Tarifverträge sprechen meist nicht von Ruhetagen, sondern von arbeitsfreien Tagen als Gegensatz zum Arbeits- oder Werktag. Deshalb wird das Wort Ruhetag in der Alltagspraxis für diejenigen Werktage benutzt, an denen insbesondere Dienstleistungsbetriebe wie die Gastronomie geschlossen sind, weil sie an einem Feiertag oder Wochenende geöffnet waren. Dazu gehört der blaue Montag des Friseurhandwerks, in der Gastronomie und bei vielen Museen. Welche Ruhetage geschlossen bleiben, ergibt sich aus den Ladenöffnungszeiten. 

## International
Die Art der Ruhetage hängt stark vom Kulturkreis ab. In islamischen Ländern sind Samstag und Sonntag meist Werktage, das Freitagsgebet (arabisch salāt al-dschumʿa) macht den Freitag nicht zum Ruhetag, denn vielfach ruht nur während der Gebetszeit die Arbeit. Der Koran erlaubt nämlich die Erwerbstätigkeit nach dem Freitagsgebet. Bestimmte islamische Festtage sind in islamischen Ländern Ruhetage. In Israel ist der Sabbat kein Werktag, denn das vierte Gebot (hebräisch מצוה, Mitzvot) der Thora erklärt den Sabbat zum Ruhetag. Auch die jüdischen Feiertage sind gesetzliche Ruhetage in Israel.
In den USA werden Gesetze und Verordnungen, welche die Sonntagsruhe schützen sollen, umgangssprachlich als Blue law bezeichnet.